# Jean Bousgarbiès
Jean Bousgarbiès, né le 19 février 1889 à Pamiers, dans l'Ariège, et mort le 10 décembre 1947 à Valras-Plage (Hérault), est un homme politique français.

## Biographie
Jean Antoine Paul Bousgarbiès est né le 19 février 1889 à Pamiers, il est le fils de Pierre Clément Cyprien Bousgarbiès, professeur au collège de Pamiers et de Laurence Denise Pauline Marie Gratelot. Il épouse Anne Léonce Micheline Christal le 1er juillet 1937 à Béziers. Il est le frère du poète et avocat François Bousgarbiès.
Après des études de droit, il devient avocat et bâtonnier du barreau du Carcassonne.
Il est membre du Parti républicain, radical et radical-socialiste. Sous cette étiquette, il est élu conseiller général du canton de Saint-Hilaire en 1925 (mandat qu'il conserve jusqu'en 1939), puis maire de Saint-Hilaire en 1928.
Il devient ensuite député de l'Aude en 1932, réélu en 1936 lors du scrutin général qui voit la large victoire de la coalition de Rassemblement populaire.
Il vote, le 10 juillet 1940, en faveur de la remise des pleins pouvoirs au maréchal Pétain. Il s'éloigne définitivement de l'action politique après ce dernier acte. Pendant toute la durée du régime de Vichy, Jean Bousgarbiès se tient éloigné de l'État français de Pétain et Laval
Affaibli par la maladie, Jean Bousgarbiès ne participe pas aux manifestations, organisées par les opposants audois à Pétain qui était l'embryon de la résistance audoise, du 14 juillet 1941, 11 novembre 1941 et 14 juillet 1942 à Carcassonne, mais, de son lit de malade, il en est solidaire. Cela lui vaut de ne pas être, à la Libération, inquiété pour son vote du 10 juillet 1940.
Sa santé se dégrade rapidement et profondément, après une nouvelle opération chirurgicale, alors en convalescence à Valras-Plage (Hérault) il décède le 10 décembre 1947 et est inhumé à Limoux.